# George Segal
George Segal (ur. 13 lutego 1934 w Nowym Jorku, zm. 23 marca 2021 w Santa Rosa) – amerykański aktor i muzyk.
14 lutego 2017 otrzymał własną gwiazdę w Alei Gwiazd w Los Angeles znajdującą się przy 6433 Hollywood Boulevard.

## Wczesne lata
Urodził się Nowym Jorku w rodzinie żydowskiej jako najmłodsze z czwórki dzieci Fannie Blanche Segal (z domu Bodkin) i George’a Segala seniora, agenta słodu i chmielu. Większość dzieciństwa spędził w Great Neck w stanie Nowy Jork. Miał dwóch starszych barci – Johna i Freda oraz starszą siostrę Gretę. Kiedy jego ojciec zmarł w 1947, Segal przeniósł się z matką do Nowego Jorku. W 1951 ukończył George School z internatem kwakrów w Pensylwanii i uczęszczał do Haverford College w Haverford. W 1955 ukończył Columbia College na Uniwersytecie Columbia, uzyskując tytuł Bachelor of Arts w dziedzinie sztuk performatywnych i teatru. Grał na banjo w Haverford, a także w Columbii, gdzie grał z dixielandowym zespołem jazzowym, który miał kilka różnych nazw. Rezerwując koncert, podał grupie nazwę Bruno Lynch i jego Imperial Jazz Band. Grupa, która później przyjęła nazwę Red Onion Jazz Band, zagrała na pierwszym weselu Segala. Służył w United States Army podczas wojny koreańskiej. Tam grał w zespole o nazwie Kapral Bruno’s Sad Sack Six.

## Kariera
Po wojsku Segal ostatecznie studiował w Actors Studio u Lee Strasberga oraz w Herbert Berghof Studio u Uty Hagen. Wkrótce dostał pracę jako dubler w produkcjach off-broadwayowskich – komedii Molière’a Don Juan (1955) i przedstawieniu Eugene’a O’Neilla Zimna śmierć nadchodzi (1956) z Jasonem Robardsem w roli głównej. Po udziale w tragedii Williama Shakespeare’a Antoniusz i Kleopatra, dołączył do improwizowanej grupy The Premise z Buckiem Henrym. W 1959 wystąpił w roli Olliego Mitchella w spektaklu off-broadwayowskim Zostaw to Jane z tekstami P.G. Wodehouse’a. Grał na Broadwayu w Gideonie Paddy’ego Chayefsky’ego (1961–62), który miał 236 wystawień, a także Rattle of a Simple Man (1963) z Edwardem Woodwardem.
Sukces przyniósł mu kabaret, gdzie zwrócił uwagę producenta Lawrence’a Turmana i otrzymał debiutancką rolę filmową doktora Howarda w dramacie Młodzi lekarze (The Young Doctors, 1961) na podstawie powieści Arthura Haileya. W wojennym fresku Najdłuższy dzień (The Longest Day, 1962) pojawił się w małym epizodzie jako komandos United States Army Rangers. W dramacie wojennym Bryana Forbesa Król szczurów (King Rat, 1965) zagrał postać Amerykanina kaprala Króla w japońskim obozie jenieckim. W melodramacie Stanleya Kramera Statek szaleńców (Ship of Fools, 1965) z Vivien Leigh został obsadzony w roli Davida Scotta, artysty zaangażowanego społecznie, niepocieszonego brakiem sukcesów. Za rolę doktora Tony’ego „Shiva” Parelliego w komediodramacie The New Interns (1964) ze Stefanie Powers został uhonorowany Złotym Globem dla najbardziej obiecującego młodego aktora. Kreacja Nicka w czarnej komedii Mike’a Nicholsa Kto się boi Virginii Woolf? (Who’s Afraid of Virginia Woolf?, 1966) przyniosła mu nominację do Oscara dla najlepszego aktora drugoplanowego i Złotego Globu dla najlepszego aktora drugoplanowego. Za rolę Stevena „Steve’a” Blackburna w komedii Miłość w godzinach nadliczbowych (A Touch of Class, 1973) otrzymał Złoty Glob dla najlepszego aktora w filmie komediowym lub musicalu.
Na ekranie wystąpił w takich filmach jak Diamentowa gorączka (1972), Miłość w godzinach nadliczbowych (1973), Kalifornijski poker (1974), Dla naszych chłopców (1991) i Igraszki z losem (1996). W telewizji grał rolę Jacka Gallo – redaktora naczelnego czasopisma dla kobiet „Blush” w sitcomie NBC Ja się zastrzelę (1997–2003), za którą dwukrotnie był nominowany do Złotego Globu dla najlepszego aktora w serialu komediowym lub musicalu (1999, 2000) i Nagrody Satelita dla najlepszego aktora w filmie komediowym lub musicalu (2002). Wystąpił jako Albert „Pops” Solomon w sitcomie ABC Goldbergowie (2013–2021).

## Życie prywatne
19 listopada 1956 zawarł związek małżeński z redaktorką telewizyjną Marion Sobol, z którą miał dwie córki Elizabeth (ur. 1962) i Polly (ur. 1966). 2 czerwca 1983 doszło do rozwodu. 9 października 1983 ożenił się z menadżerką Lindą Sue Rogoff, która zmarła w 1996 w wieku 49 lat. 28 września 1996 poślubił Sonię Schultz Greenbaum.

### Śmierć
Zmarł 23 marca 2021 w Santa Rosa w Kalifornii z powodu powikłań po operacji bajpasów w wieku 87 lat.

## Filmografia

### Filmy
| Rok  | Tytuł                             | Rola                                               | Reżyser                                    |
| ---- | --------------------------------- | -------------------------------------------------- | ------------------------------------------ |
| 1962 | Najdłuższy dzień                  | członek United States Army Rangers                 | Ken Annakin Andrew Marton Bernhard Wicki   |
| 1964 | Zaproszenie dla rewolwerowca      | Matt Weaver                                        | Richard Wilson                             |
| 1965 | Król szczurów                     | kapral King – tytułowy król szczurów               | Bryan Forbes                               |
| 1965 | Statek szaleńców                  | David                                              | Stanley Kramer                             |
| 1966 | Kto się boi Virginii Woolf?       | Nick                                               | Mike Nichols                               |
| 1966 | Wojna w Algierze                  | sierżant Mahidi                                    | Mark Robson                                |
| 1967 | Masakra w dniu świętego Walentego | Peter Gusenberg                                    | Roger Corman                               |
| 1969 | Most na Renie                     | porucznik Phil Hartman                             | John Guillermin                            |
| 1969 | Gwiazda Południa                  | Dan Rockland                                       | Sidney Hayers Orson Welles (niewymieniony) |
| 1973 | Miłość w godzinach nadliczbowych  | Steve Blackburn                                    | Melvin Frank                               |
| 1976 | Księżna i Błotny Lis              | Charlie „Błotny Lis” Malloy                        | Melvin Frank                               |
| 1977 | Rollercoaster                     | Harry Calder                                       | James Goldstone                            |
| 1977 | Dick i Jane                       | Dick Harper                                        | Ted Kotcheff                               |
| 1978 | Kto wykańcza europejską kuchnię?  | Robby Ross                                         | Ted Kotcheff                               |
| 1983 | Pechowy trop (TV)                 | John Grafton                                       | Bill Persky                                |
| 1989 | I kto to mówi (1989)              | Albert                                             | Amy Heckerling                             |
| 1992 | Wszystko o mnie                   | Buddy Arnett                                       | Pablo Ferro                                |
| 1993 | Drzewo Jozuego                    | porucznik Franklin L. Severence                    | Vic Armstrong                              |
| 1993 | I kto to mówi 3                   | Albert (cameo)                                     | Tom Ropelewski                             |
| 1995 | Za wszelką cenę                   | prelegent konferencyjny (niewymieniony w czołówce) | Gus Van Sant                               |
| 1995 | Opiekunka                         | Bill Holsten                                       | Guy Ferland                                |
| 1996 | Moje przyjęcie                    | Paul Stark                                         | Randal Kleiser                             |
| 1996 | Igraszki z losem                  | Ed Coplin                                          | David O. Russell                           |
| 1996 | Telemaniak                        | Earl Kovacs, ojciec Stevena                        | Ben Stiller                                |
| 1996 | Miłość ma dwie twarze             | Henry Fine                                         | Barbra Streisand                           |
| 2005 | Co jest grane                     | Rabbi Mendel                                       | Chris Terrio                               |
| 2009 | 2012                              | Tony Delgatto, piosenkarz jazzowy                  | Roland Emmerich                            |
| 2010 | Miłość i inne używki              | dr James Randall, ojciec Jamiego                   | Edward Zwick                               |
| 2014 | Księżniczka Kaguya                | Inbe no Akita (angielski dubbing)                  | Isao Takahata                              |

### Seriale TV
- 1963: Alfred Hitchcock przedstawia jako Larry Duke
- 1980: Winnetou jako Gottlieb
- 1993: Napisała: Morderstwo jako Dave Novaro
- 1993–1997: Wysoka fala jako Gordon
- 1994: Prawo Burke’a jako Ben Zima
- 1994: Prawdziwe potwory jako J.B. (głos)
- 1995–1997: Naga prawda jako Fred Wilde
- 1996: Opowieści z księgi cnót jako Eli (głos)
- 1996–1997: Prawdziwe przygody Jonny’ego Questa jako dr Benton C. Quest (głos)
- 1997: Karolina w mieście jako Bob Anderson
- 1997–2003: Ja się zastrzelę jako Jack Gallo
- 2003: Prawo i porządek: sekcja specjalna jako Roger Tate
- 2007: Prywatna praktyka jako Wendell Parker
- 2007: Domowy front jako Sid
- 2007: Billy i Mandy i zemsta Boogeymana jako Horror (głos)
- 2008: Orły z Bostonu jako Paul Cruickshank
- 2009: Gdzie pachną stokrotki jako Roy „Buster” Bustamante
- 2009: Ekipa jako Murray Berenson
- 2010: Scooby Doo i Brygada Detektywów jako Peter Trickell (głos)
- 2012: Amerykański tata jako Bernie (głos)
- 2013–2021: Goldbergowie jako Albert „Pops” Solomon
- 2018: Simpsonowie jako Nick (głos)

## Nagrody
| Rok  | Nagroda    | Kategoria                                        | Film                                    |
| ---- | ---------- | ------------------------------------------------ | --------------------------------------- |
| 1965 | Złoty Glob | Najbardziej obiecujący nowicjusz                 | The New Interns (1964)                  |
| 1974 | Złoty Glob | Najlepszy aktor w filmie komediowym lub musicalu | Miłość w godzinach nadliczbowych (1973) |